# Принцип гомстеду

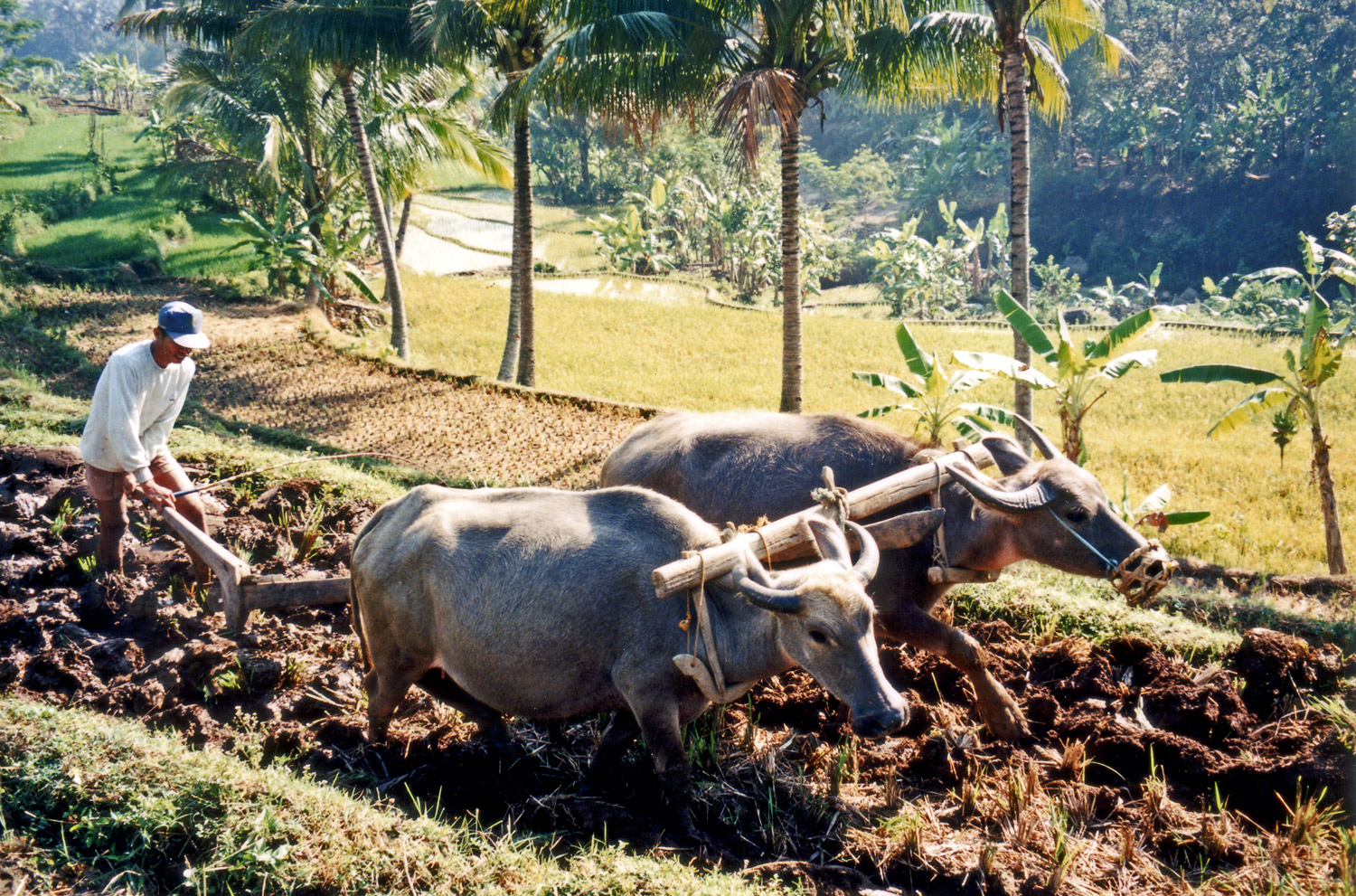
Відповідно до принципу гомстеду фермер, який використовує раніше невикористану землю, отримує на неї право власності

Принцип гомстеду (англ. Homestead principle)— принцип, за яким людина отримує права власності на природний ресурс, який нікому не належить, виконуючи первісний акт привласнення.
Присвоєння може бути здійснене шляхом активного використання безхазяйного ресурсу (наприклад, його використання для виробництва продукту), приєднання його до раніше придбаного майна або його маркування (як, наприклад, при тавруванні худоби).
Прихильники інтелектуальної власності вважають, що ідеї також можуть бути об'єктом гомстеду при першому створенні їхнього віртуального або реального образу. Інші автори, такі як Стефан Кінсела стверджують, що, оскільки відчутні прояви єдиної ідеї будуть присутні в багатьох місцях, в тому числі у свідомості людей, це виключає можливість отримання прав власності на них у більшості або в усіх випадках.
Принцип гомстеду — одна з основних ідей анархо-капіталізму Мюррея Ротбарда.

## У політичній філософії
Джон Лок
У своїй роботі 1690 року «Два трактати про правління» філософ епохи Просвітництва Джон Лок сформулював принцип гомстеду.

Лок вважав застосування праці до землі джерелом власності за допомогою гомстеду:
«Хоча землі й всі нижчі істоти належать спільно всім людям, все ж кожна людина має деяку власність, що полягає в її власній особистості, на яку ніхто, крім неї самої, не має ніяких прав. Ми можемо сказати, що праця її тіла і робота її рук за суворим рахунком належать йому. Що б тоді людина не витягувала з тієї речі, яку природа створила і зберегла, вона поєднує цей предмет зі своєю працею й додає до нього щось, що належить особисто їй і тим самим робить його своєю власністю. Оскільки вона забирає цей предмет з того стану загального володіння, в яке його помістила природа, то завдяки своїй праці людина приєднує до нього щось таке, що виключає загальне право інших людей на цю річ».
Проте Лок вважав, що люди мають право привласнювати безхазяйні речі в приватну власність тільки в тому випадку, якщо «достатня кількість і тієї ж самої якості залишається для загального користування інших». Умова Лока описує, що присвоєння вільних ресурсів є применшенням прав інших людей на них і буде прийнятним тільки в тому випадку, якщо привласнення не погіршить чиєсь становище.

### Мюррей Ротбард
Лібертаріанський філософ і економіст австрійської школи Мюррей Ротбард відкинув умову Лока як таку, що загрожує приватній власності :
«Фактично умова Лока може призвести до оголошення поза законом всієї землі, що знаходиться в приватній власності, так як будь-хто може заявити, що від зменшення кількості доступної землі постраждають всі, хто не привласнив її. Фактично неможливо виміряти або навіть дізнатися про те, чи постраждав хтось чи ні. І навіть якщо так, то я стверджую, що це теж входить в їх належне прийняття ризику. Кожен має право оголошувати своєю власністю раніше нічийну землю або ресурси. Ті, хто запізнився це зробити, постраждають від цього, але це їх власний ризик в нашому вільному і невизначеному світі. У США більше не залишилося великої кількості прикордонних цілинних земель, і цей факт не слід оплакувати. Фактично, ми можемо отримати стільки доступу до цих ресурсів, скільки захочемо, шляхом сплати за них ринкової ціни; але навіть якщо власники відмовляться продавати їх або здавати в оренду — це їх право у вільному суспільстві».
Ротбард також стверджував, що гомстед містить в собі будь-які права, що виникають в результаті використання, в тому числі права на шум і забруднення. Він пише:
«Більшість з нас думають про гомстед безгоспних ресурсів у старомодному сенсі: очистити ділянку землі, яка нікому не належить і обробити грунт. Припустимо, наприклад, що аеропорт оточений великою кількістю безхазяйної землі навколо нього. Аеропорт є джерелом шуму, скажімо, X децибел — міра цього шуму, при цьому звукові хвилі поширюються по порожній землі. Потім забудовник купує землю біля аеропорту й будує на ній житлові будинки. Деякий час по тому власники будинків пред'являють позов аеропорту за надмірний шум, який їм заважає. Надмірний шум можна вважати формою агресії, але в даному випадку аеропорт отримав право гомстеду на рівень шуму в X децибел. Аеропорту тепер «дозволено» створювати шум в X децибел на околицях. З юридичної точки зору ми можемо потім сказати, що аеропорт, завдяки гомстеду, отримав сервітут на створення X децибел шуму».
Ротбард інтерпретує фізичний ступінь, в якому гомстед встановлює право власності, з точки зору відповідної «технологічної одиниці», яка є мінімально необхідною для практичного використання ресурсу. Він пише:
«Якщо хтось використовує певну кількість ресурсу, скільки з цього ресурсу буде ставати його власністю? Наша відповідь полягає в тому, що він володіє технологічною одиницею ресурсу. Розмір цієї одиниці залежить від типу розглянутого товару або ресурсу і повинен визначатися суддями, присяжними або арбітрами, які є експертами в конкретній галузі або в питанні ресурсу, про який йде мова.

### Волтер Блок
Економіст австрійської школи Волтер Блок описав механізми дії принципу гомстеду щодо водних ресурсів і космічних об'єктів. Відкидаючи умову Лока, він вивів свою власну умову для принципу гомстеду, відповідно до якої власник території, що оточує безхазяйний ресурс, зобов'язаний пропустити потенційного гомстедера до цього ресурсу через свою територію. Противники умови Блока вказують на її суперечливість і на довільне виникнення сервітутів на прохід чужими земельними ділянками в результаті її дії.